# Вельвари
Вельвари (чеш. Velvary, нем. Welwarn, Welbern) — город в районе Кладно Среднечешского края Чехии.
Расположен в долине Влтавы в 7 км северо-западнее Кралупи-над-Влтавоу и в 25 км северо-западнее Праги на правом берегу Баковского ручья. Центр города является городской памятной зоной Чехии.
Город включает районы: Ješín, Malá Bučina, Velká Bučina, Velvary и посёлки Nové Uhy и Radovič.

## История
Происхождение и развитие средневекового поселения на месте нынешнего Вельвари было вызвано древним торговым маршрутом, идущим из Праги через Вельвари в Мейсенскую марку. Расстояние от центра королевства до Вельвари соответствовало однодневному переходу повозок с грузом. Вероятно, здесь были созданы первые таверны для путешествующих, торговцы и ремесленники стали постепенно селиться и поселение превратилось в рыночный город. Первое письменное упоминание о Вельвари встречается в документах Вышеградского капитула в 1282 году.
В 1482 году Владислав Ягелло утвердил статус Велвари, как Королевского города. Город, построенный вокруг прямоугольной рыночной площади, был укреплен и имел четыре городских ворот.
Несмотря на то, что город серьёзно не пострадал во время Тридцатилетней войны, после эпидемии чумы почти полностью опустел.
Бурное развитие города пришлось на середину XIX века, когда здесь была проложена железнодорожная линия между Прагой и Дрезденом.

## Достопримечательности
- Костёл Богоматери Св. Екатерины, готическое здание датируется XIV веком
- Кладбищенская церковь Св. Георгия, построенная в 1613—1616 гг.
- Городская больница
- Ратуша, здание в стиле барокко 1714 года
- городской музей
- Статуя св. Яна Непомукского
- Часовня Всех Святых
- Чумовой столп 1716—1719 гг.
- Пражские ворота, строение эпохи Возрождения 1580 года
- Часовня св. Троицы и фонтан
- Бывшая синагога 1930 года

## Население

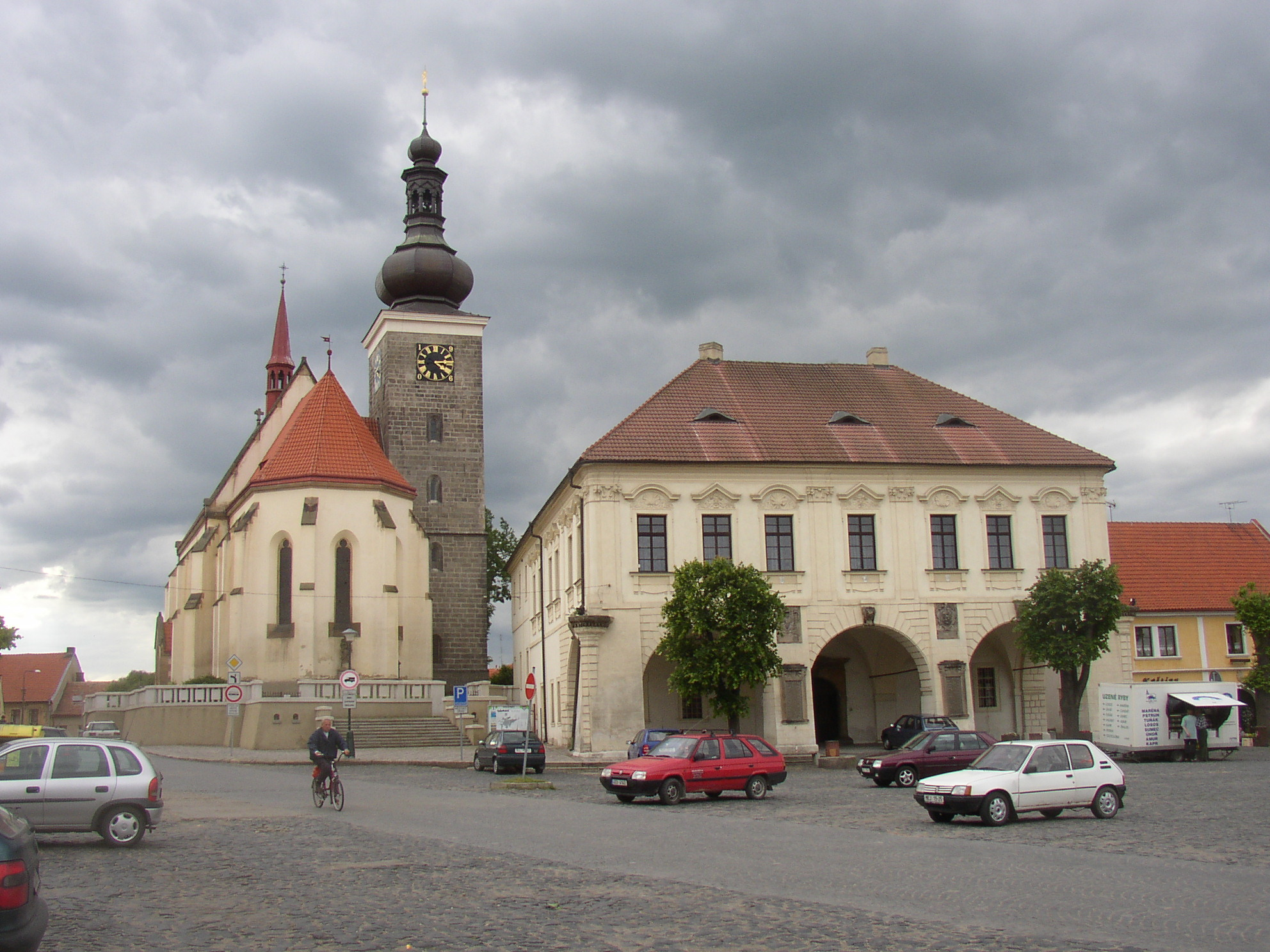
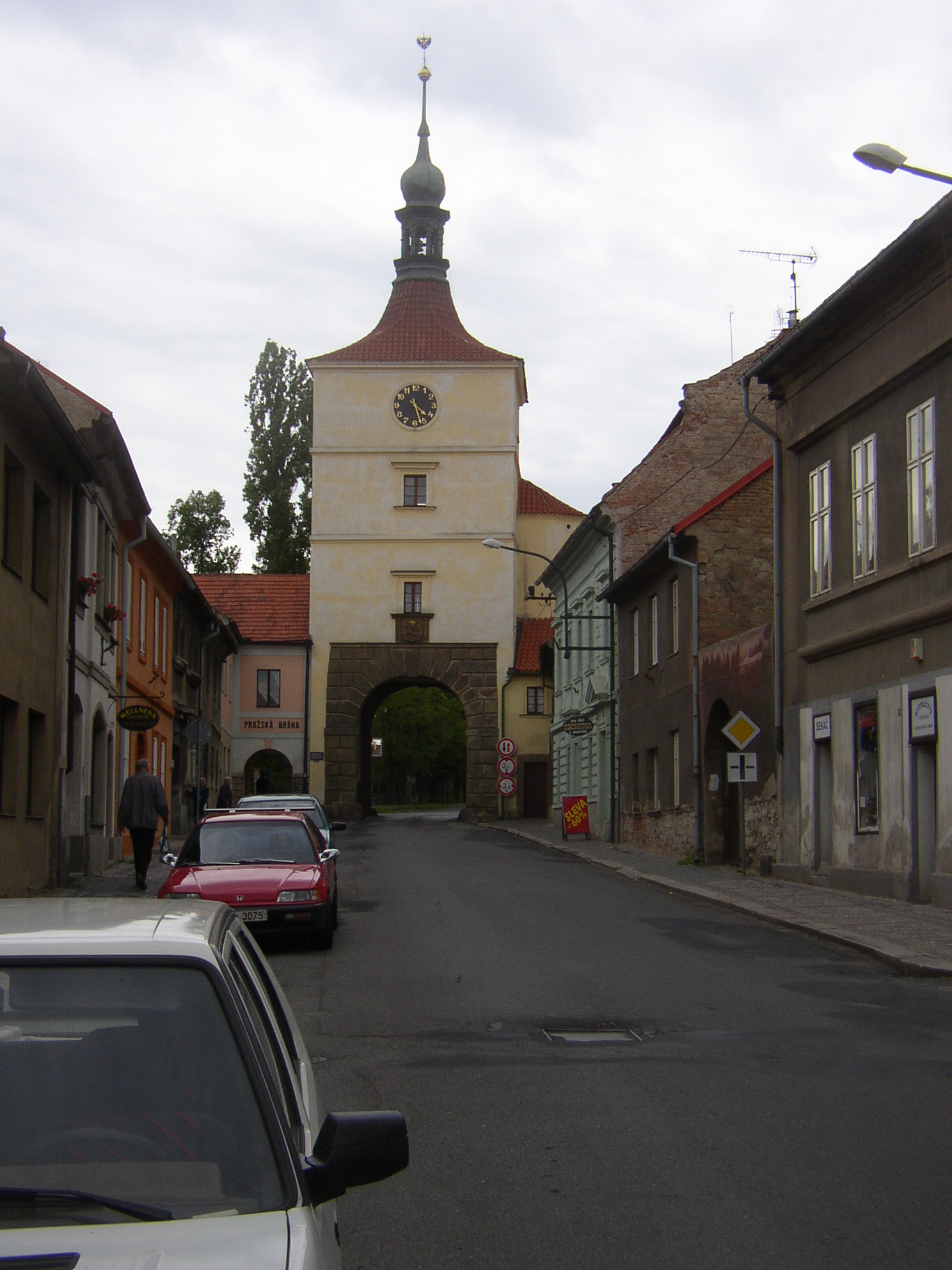
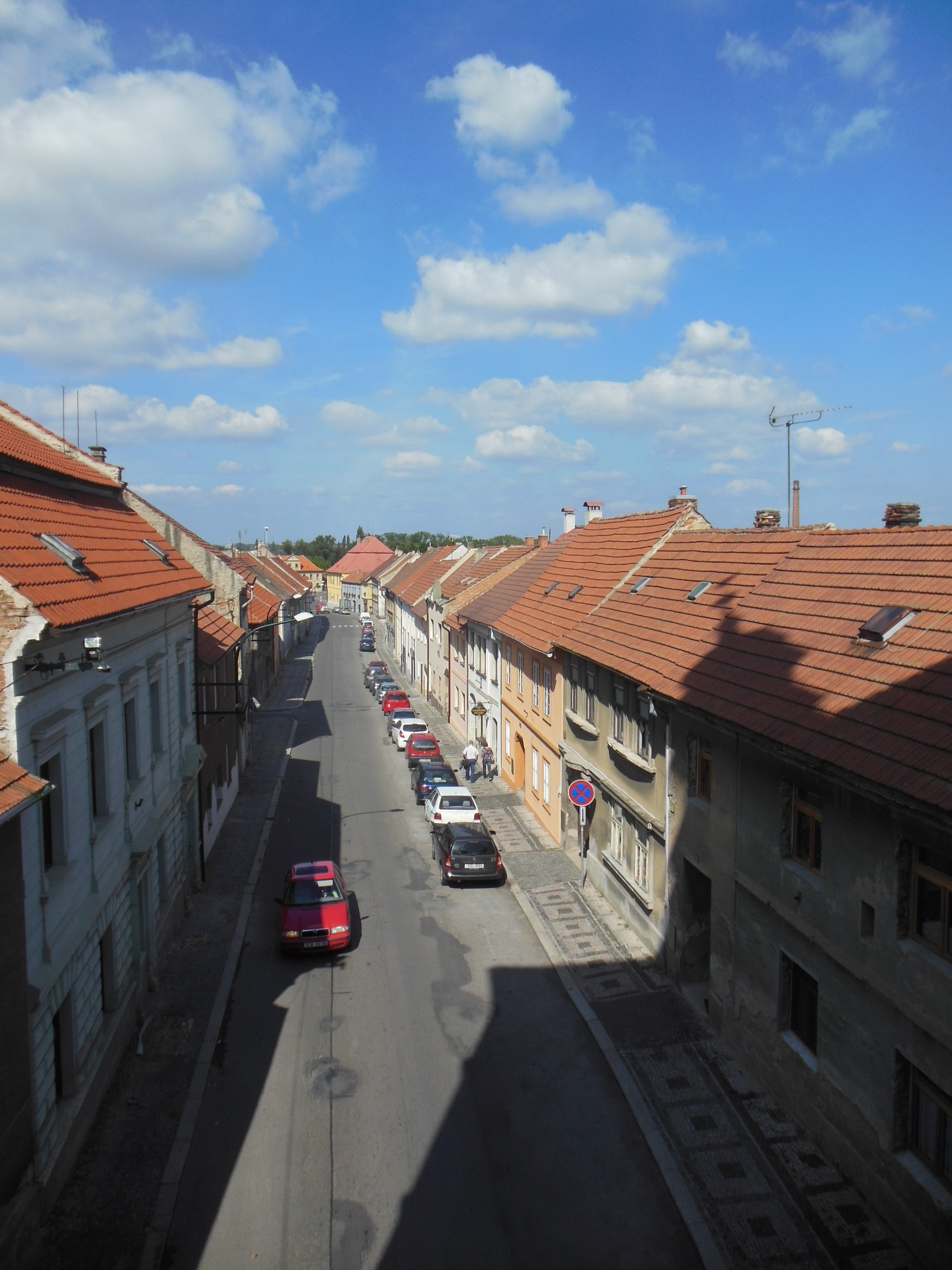
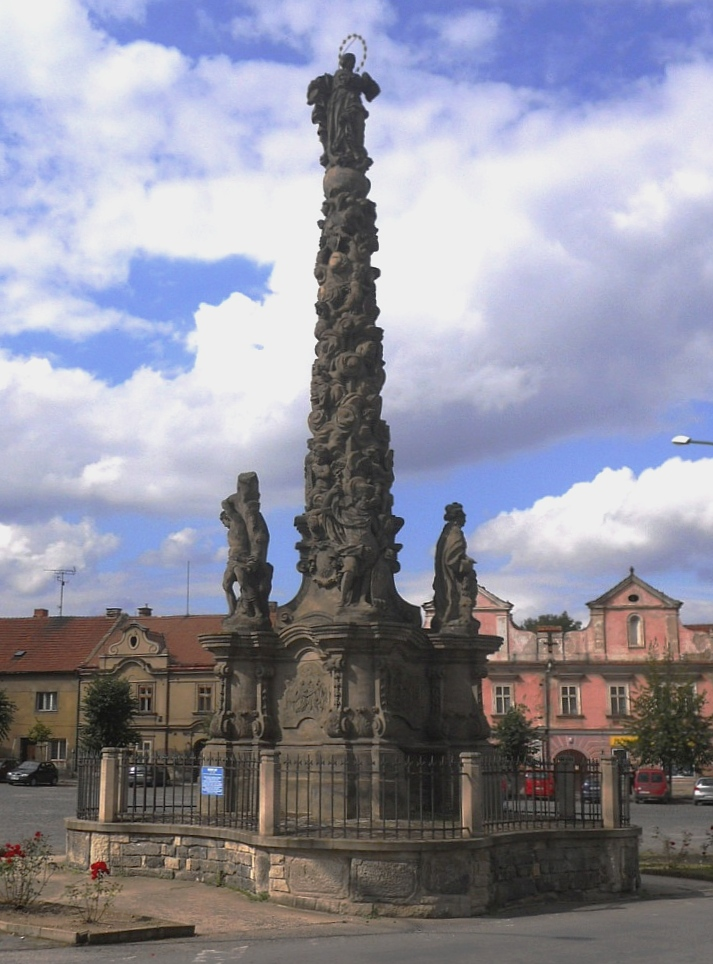

| Год  | Численность | Численность |
| ---- | ----------- | ----------- |
| 1869 | 2822        | [ 5 ]       |
| 1880 | 3146        | [ 5 ]       |
| 1890 | 3174        | [ 5 ]       |
| 1900 | 3221        | [ 5 ]       |
| 1910 | 3210        | [ 5 ]       |
| 1921 | 3053        | [ 5 ]       |
| 1930 | 3140        | [ 5 ]       |
| 1950 | 2749        | [ 5 ]       |
| 1961 | 3138        | [ 5 ]       |
| 1970 | 3040        | [ 5 ]       |
| 1980 | 3074        | [ 5 ]       |
| 1991 | 2848        | [ 5 ]       |
| 2001 | 2911        | [ 5 ]       |
| 2014 | 3058        | [ 6 ]       |
| 2016 | 3084        | [ 7 ]       |
| 2017 | 3056        | [ 8 ]       |
| 2018 | 3031        | [ 9 ]       |
| 2019 | 3044        | [ 10 ]      |
| 2020 | 3080        | [ 11 ]      |
| 2021 | 3056        | [ 12 ]      |
| 2022 | 2958        | [ 13 ]      |
| 2023 | 2986        | [ 14 ]      |
| 2024 | 3048        | [ 3 ]       |